# Carl Heinrich Florenz Müller

Lâmpada incandescente de Müller, apresentada na Exposição Universal de 1878 em Paris

Carl Heinrich Florenz Müller (Piesau, 29 de janeiro de 1845 – Hamburgo, 24 de novembro de 1912), conhecido como "Röntgenmüller", foi um empresário alemão.

## Formação e carreira
Soprador de vidro treinado, adquiriu em 1862 um terreno entre a Alexanderstrasse e Steindamm, no antigo distrito de Hammerbrook em Hamburgo, atual distrito de St. Georg, onde fabricou vidros decorativos e, a partir de 1880, começou a produzir principalmente lâmpadas e tubos de vácuo (tubos de descarga de gás). A partir de 1896 a "C.H.F. Müller Röntgenwerk" começou a desenvolver a tecnologia da radiografia e se especializou como uma "fábrica especial para tubos de raios-X", a partir de 1924, sob a marca Valvo, também com a produção de válvulas termiônicas. Na década de 1920 foi adquirido um novo prédio para a fábrica em Hamburgo-Fuhlsbüttel. Desde 1927 a fábrica pertenceu à Philips, e desde 1987 à Philips Medical Systems.

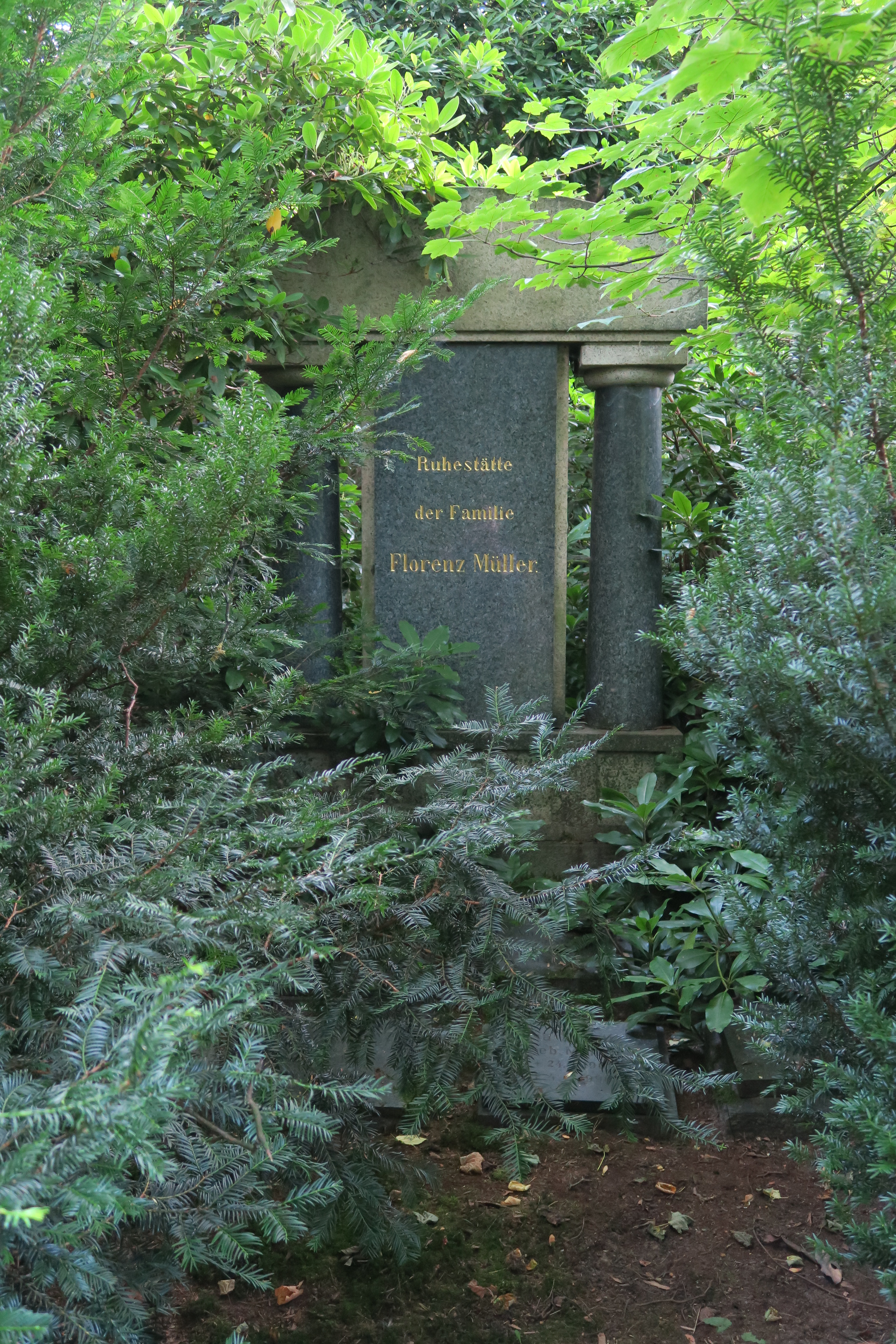
Sepultura da família Müller

C. H. F. Müller foi sepultado no Cemitério de Ohlsdorf.